# Sant Ponç de Prades
Sant Ponç de Prades és l'església parroquial del nucli de Prades, al municipi de la Molsosa (Solsonès), inclosa a l'Inventari del Patrimoni Arquitectònic de Catalunya, sent el temple actual del segle xvii.

## Situació
El nucli de Prades i la seva església es troben a l'extrem de llevant del municipi, al nord-oest de la serra de Castelltallat. Per anar-hi cal prendre la carretera asfaltada que surt del km. 8,2 de la carretera de Calaf a Vallmanya (41° 46′ 36″ N, 1° 30′ 36″ E / 41.776746°N,1.509979°E) en direcció a la Molsosa i Castelltallat. Està indicat. Prades està a 6,4 km.

## Descripció

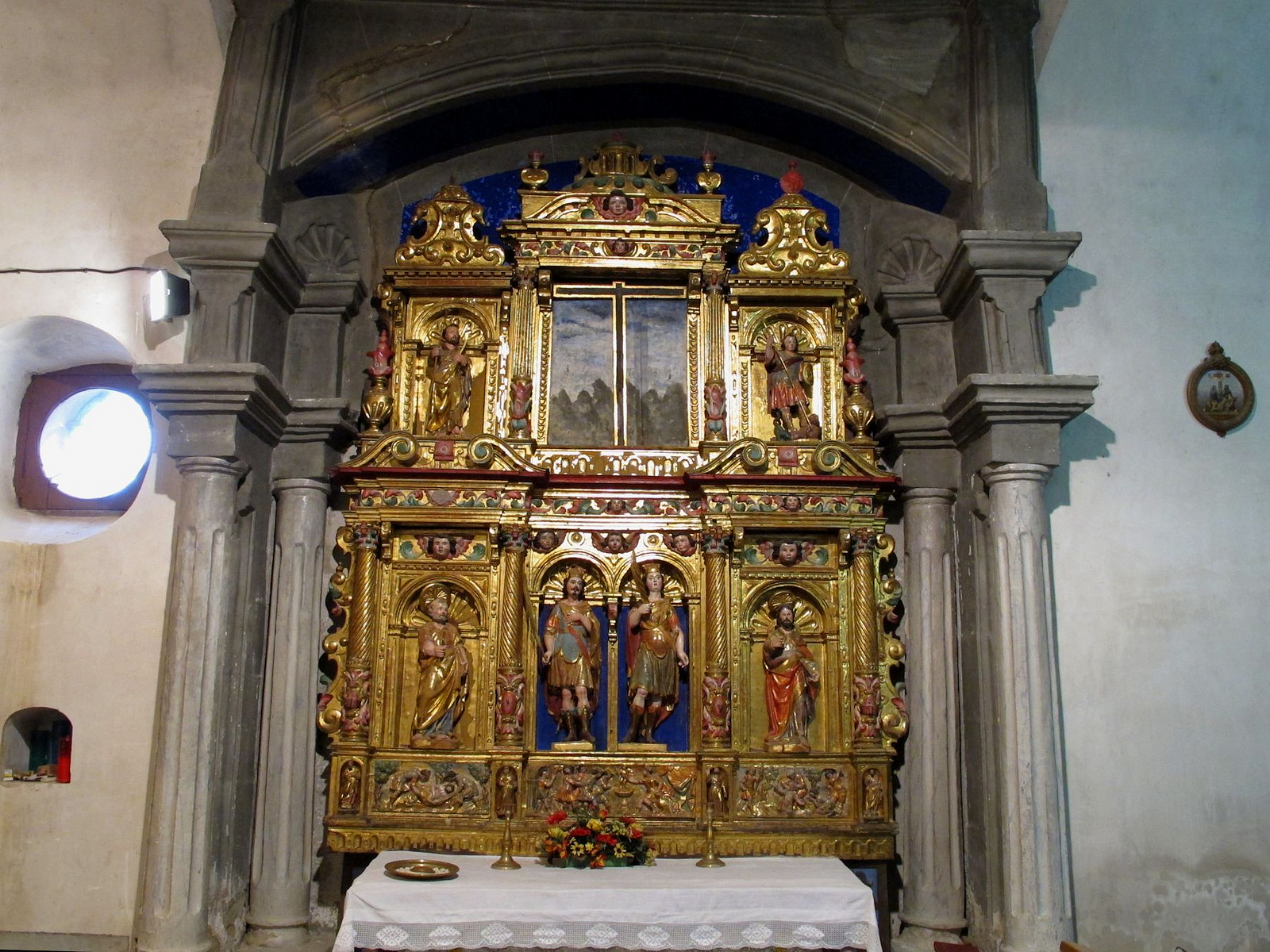
Retaule dels Sants Abdó i Senén

Església de dues naus, una de tradició romànica i l'altra del segle xvii, que es comuniquen a través de grans arcades. La torre del campanar és de planta quadrada i data de l'any 1878.
Són notables els tres retaules del segle xvii que es conserven a l'interior de l'església: l'altar major amb el retaule dedicat a Sant Ponç, el de Sant Abdó i Sant Senén i el del Roser, datat l'any 1679.